# Борозел
Борозел (рум. Borozel) — село у повіті Біхор в Румунії. Входить до складу комуни Бород.
Село розташоване на відстані 395 км на північний захід від Бухареста, 49 км на схід від Ораді, 82 км на захід від Клуж-Напоки.

## Населення
За даними перепису населення 2002 року у селі проживали 652 особи, з них 650 осіб (99,7%) румунів. Рідною мовою 650 осіб (99,7%) назвали румунську.